# 稽照光
稽照光（1956年12月5日—），中国男子篮球运动员，曾随国家队参加1984年夏季奥运会男子篮球比赛，获得第10名。他也参加了1982年亚洲运动会男子篮球比赛，获得第2名。